# Gnathoncus nannetensis
Gnathoncus nannetensis är en skalbaggsart som först beskrevs av Sylvain Auguste de Marseul 1862.  Gnathoncus nannetensis ingår i släktet Gnathoncus och familjen stumpbaggar. Arten är reproducerande i Sverige. Inga underarter finns listade i Catalogue of Life.